# Wonder Boy (серия игр)
Wonder Boy — серия видеоигр в жанре платформера. Первая игра серии, Wonder Boy, была разработана компанией Escape в виде аркадного игрового автомата для компании Sega. Права на персонажей и название игры перешли к Sega, разработавшей несколько продолжений игры для домашних систем. Некоторые игры использовали в названии слова Monster Land или Monster World, последняя игра серии называлась просто Monster World IV. После появления игр серии Virtua Fighter, компания перестала выпускать игры про Чудо-Боя, но с недавнего времени Sega выпустила созданный фанатами ремейк третьей части с Sega Master System на все актуальные домашние системы, а сейчас ведется разработка новой игры серии.
Компания Escape, сохранившая права на игру, заключила соглашение с Hudson Soft о создании версии игры для игровой консоли Nintendo Entertainment System. При этом герой и название игры были изменены, но игровой процесс остался без изменений. Права на нового героя и название остались у Hudson, выпустившей собственную серию игр Adventure Island.

## Mônica
Первые три игры серии были также официально выпущены в Бразилии компанией Tec Toy. При этом они были переведены на португальский язык и использовали персонажей бразильского комикса Monica's Gang вместо оригинальных героев игры.